# Diário Popular dedicado ao Ultramar Português
Diário Popular dedicado ao Ultramar Português foi um suplemento do n.º 3251, de 20 de Outubro de 1961 do jornal Diário Popular, publicado em Lisboa, pela Sociedade Industrial de Imprensa. Pertence à rede de Bibliotecas municipais de Lisboa e é considerado uma "raridade bibliográfica".